# Ануарите Клементина
Мари-Клементина Ануарите Ненгапета (Marie-Clémentine Anuarite Nengapeta; 1939, Микоко, Конго, — 30 ноября 1964, Исиро, Конго) — блаженная Римско-Католической Церкви, конголезская монахиня конгрегации сестёр Святого Семейства (назаретанки), мученица.

## Биография
Обучалась в школе-интернате при монастыре назаретанок в Бафвабака. В 1945 году приняла крещение с именем Альфонсина. Окончив школу в 1957, поступила в новициат назаретанок; в 1959 году принесла вечные обеты; в 1960 году, получив диплом педагога, стала вести катехизацию в школе в Джамаа Такатифу. Найденный в 1977 году написанный ею Малый духовный дневник свидетельствует, что Клементина понимала монашеские обеты как жертвенное служение Богу и ближним.
29 ноября 1964 года Клементина вместе с другими 36 монахинями была похищена повстанцами племени симба и увезена в Исиро. За отказ выйти замуж за руководителя повстанцев Клементина была подвергнута унижениям и пыткам. Умирая, Клементина простила своих палачей.

## Канонизация
15 августа 1985 года римский папа Иоанн Павел II во время своего паломничества в Конго причислил Клементину к лику блаженных. Память блаженной Клементины отмечается в Католической Церкви 30 ноября.

## Источник
- Esposito R.F. Clementina Anuarita Nengapeta. Modena. 1967 (Bari, 1978)